# 1523 en arts plastiques
| Années des arts plastiques : 1520 - 1521 - 1522 - 1523 - 1524 - 1525 - 1526    |
| Décennies des arts plastiques : 1490 - 1500 - 1510 - 1520 - 1530 - 1540 - 1550 |

Cette page concerne l'année 1523 en arts plastiques.

## Œuvres

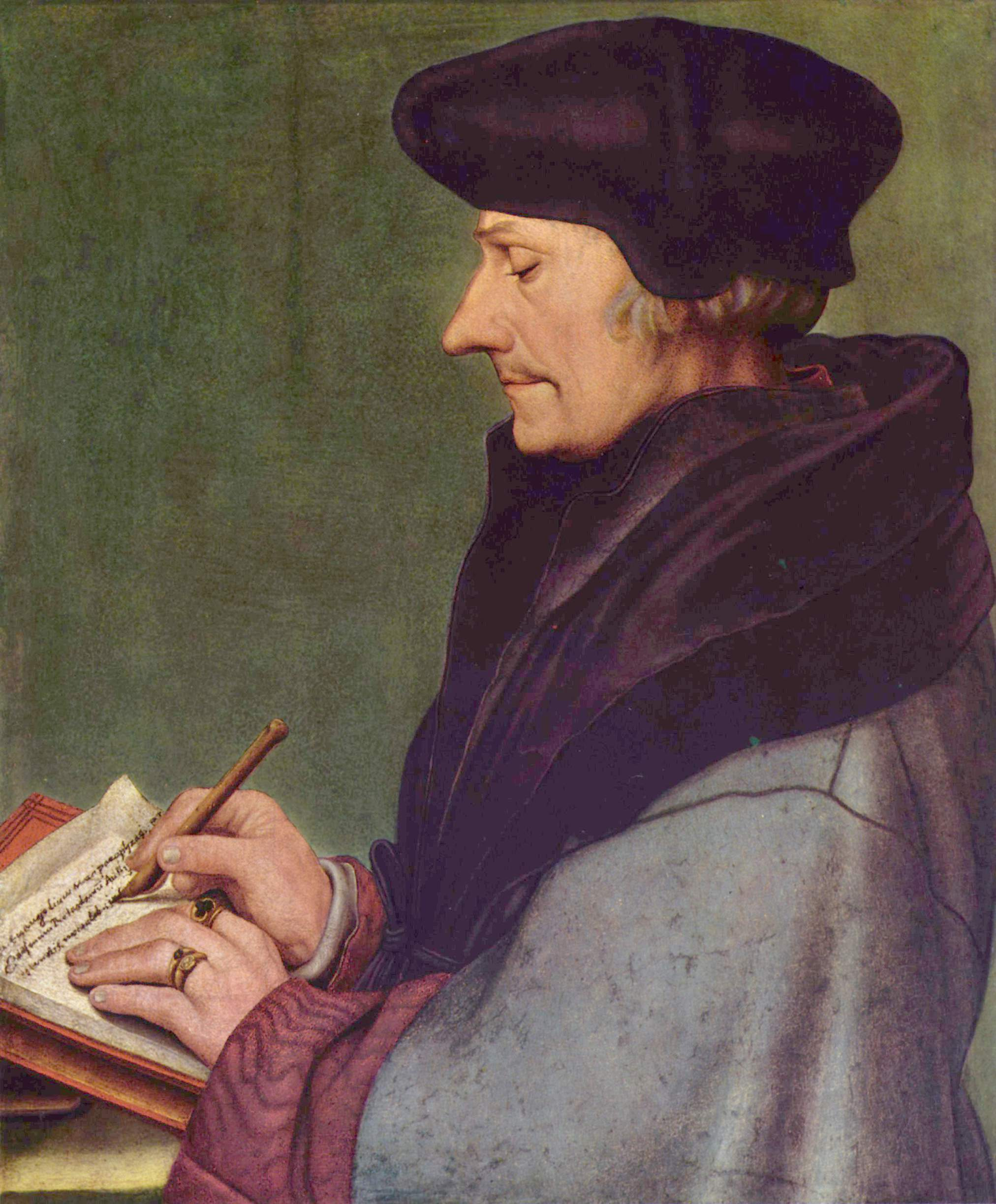
Érasme de Rotterdam, premier portrait du peintre allemand Hans Holbein le Jeune.

## Naissances
- ? :
  - Pieter Pourbus, peintre, sculpteur, dessinateur et cartographe flamand († 30 janvier 1584),
  - Crispin van den Broeck, peintre flamand († vers 1591),
  - Jan van der Straet, peintre flamand († 11 février 1605),
- Vers 1523 :
- Francesco Terzio, peintre maniériste italien de la renaissance tardive († 20 août 1591).

## Décès
- 13 août : Gérard David, peintre flamand (° vers 1450),
- 11 octobre : Bartolomeo Cincani, peintre et graveur italien (° 11 octobre 1450),
- 16 octobre : Luca Signorelli, peintre italien de la Renaissance (° vers 1450),
- 20 novembre : Pellegrino Aretusi, peintre italien (° vers 1460),
- Date précise inconnue :
  - Timoteo della Vite, peintre italien de l'école ombrienne (° 1469),
  - Pietro Vannucci, dit le Pérugin, peintre italien (° vers 1448),
- Vers 1523 :
- Thoman Burgkmair, peintre allemand (° vers 1444).